# Frédéric Valmain (écrivain)
Ne doit pas être confondu avec Frédéric Valmain (acteur).
 (janvier 2018).
- Si vous ne connaissez pas le sujet, laissez ce bandeau (vous pouvez alors contacter les auteurs).
- Si vous supprimez le contenu mis en cause (vous pouvez préalablement contacter les auteurs),

argumentez précisément cette suppression dans la page de discussion
(un manque de référence n'est pas un argument ; une recherche réelle de référence doit avoir été effectuée, être formellement documentée).
Frédéric Valmain est un des nombreux pseudonymes « attribués[réf. nécessaire] » à Frédéric Dard, bien qu'il soit renié par la famille de celui-ci.
Il convient en effet de mentionner que le pseudonyme de « Frédéric Valmain » et celui de « James Carter », sont employés par Paul Baulat de Varennes (né le 30 janvier 1931). Le manque d'informations précises sur cet écrivain, qui servirait de prête-nom à Frédéric Dard, ne fait qu'entretenir les hypothèses…

## Livres
Les titres suivants ont été écrits sous ce nom, de 1955 à 1986 :

### écrits parFrédéricValmain
- La Baraka,  Sang d'Encre, 1974  (ISBN 978-2-7083-0008-8)
- Les Dieux du silence, Fleuve Noir, 1975
- Les Pires Extrémités, A la page N°27 de septembre 1966
- Santa puttana, Fleuve Noir. 1974
- La vie en Rolls, Fleuve Noir, 1976
- Johnny madame, Fleuve noir, 1976  (ISBN 978-2-265-00115-2)
- Les Délices de l'enfer, Fleuve Noir, 1977  (ISBN 978-2-265-00356-9)

- Une grande dame de petite vertu, Fleuve noir, 1978,  (ISBN 978-2-265-00795-6)

- Marie-Catin, Fleuve noir, Coll. Mes dames galantes 1, 1983  (ISBN 978-2-265-01411-4)
- La Queue du diable, Fleuve noir, Coll. Mes dames galantes 2, 1981  (ISBN 978-2-265-01587-6)
- Flori-Fredaine, Fleuve noir, Coll. Mes dames galantes 3, 1981  (ISBN 978-2-265-01720-7)
- Un morceau de roi, Fleuve noir, Coll. Mes dames galantes 4, 1982  (ISBN 978-2-265-01876-1)
- L'Aventurière, Fleuve noir, Coll. Mes dames galantes 5, 1982  (ISBN 978-2-265-02053-5)
- Le Feu aux poudres, Fleuve noir, Coll. Mes dames galantes 6, 1983  (ISBN 978-2-265-02239-3)
- Le Septième ciel, Fleuve noir, Coll. Mes dames galantes 7, 1983  (ISBN 978-2-265-02490-8)

- Une sacrée fripouille, Fleuve Noir, 1985  (ISBN 978-2-265-03035-0)

### écrits parFrédéric Valmain, acteur et scénariste
- Frédéric Valmain, Mao sait tout, Devil Zéro X 13, Arthème Fayard, 1958
- Frédéric Valmain, La Mort dans l'âme, Arthème Fayard, 1958
- Frédéric Valmain, Le Flamenco des assassins, Arthème Fayard, 1961